# 美男子腓特烈
美男子腓特烈（德語：Friedrich der Schöne，1289年—1330年1月13日），是为神圣罗马帝国反王與奥地利公爵。在他的领导下，哈布斯堡家族的重点从西部的瑞士祖地转移到东部的奥地利，为维也纳成为哈布斯堡王朝的驻所铺平了道路。直到 16 世纪，腓特烈才获得“美男子”的绰号，其自愿返回巴伐利亚的亨利的囚禁之下的行为亦在19世纪经常得到艺术宣传。

## 生平
腓特烈是阿尔布雷希特一世和伊丽莎白的次子，为了促进东部领土（奥地利）的整合，腓特烈被用以这一有着明显巴本贝格王朝（即统治奥地利的前任王朝）家族特色的名字命名。1306年，腓特烈从他的哥哥手中接管了奥地利和施蒂利亚公国。在阿尔布雷希特一世于1308年5月1日被其侄約翰谋杀后，腓特烈继续推行哈布斯堡对波希米亚的主张，并要求继承父亲的王位。但这两项主张都失败了——选帝侯们选举出卢森堡的亨利；在 1308 年8月14日的《兹诺伊莫条约》中，他以45000马克的芬尼的补偿，放弃了对波希米亚王国的主张。
此后，腓特烈于1309年夏前往施派尔的宫廷与新国王和解，并于9月17日达成协议：腓特烈放弃波希米亚王位，并承诺以军事和贷款的形式支持国王，以换取国王对收购波希米亚的认可。此外，他还承诺亨利对迈森的腓特烈一世的军事继承，并计划对罗马发动远征。作为回报，亨利授予腓特烈和他的兄弟们所有财产的全部。约翰和他的同党被宣布为冒犯君主的罪犯。亨利还同意将阿尔布雷希特一世的遗骨从韦廷根的西多会修道院转移到施派尔大教堂的皇家陵墓。
因为与巴伐利亚的利益冲突，腓特烈与表兄上巴伐利亞公爵路易四世发生争执。1313年11月9日於加迈尔斯多夫战役中被路德維希四世击败1314 年 4月17日，腓特烈和路易在萨尔茨堡缔结条约，宣布和解。
在亨利七世在1313年远征意大利时去世后，4位选帝侯推举腓特烈三世为新的罗马人的国王。腓特烈三世在科隆大主教的主持下进行了加冕仪式。然而，另外5位选侯选择了他的对手上巴伐利亞公爵路易四世。战争再次在两人之间爆发。1322年9月28日腓特烈三世在米尔多夫战役中被路易四世决定性地击败并被俘。
1325年3月13日特勞斯尼茨條約簽訂後，腓特烈在承认路易四世的皇帝地位之后被释放。1326年1月7日於烏爾姆條約中，路易四世宣布接受腓特烈三世为共同统治者，但其的权力仅限于奥地利與施蒂利亞公國兩地。

## 家庭
- 腓特烈的妻子为阿拉貢的伊莎貝拉（英语：Isabella of Aragon, Queen of Germany）（1302-1330）其是阿拉貢國王海梅二世之女，二人于1315年结婚，子女如下：
  - 腓特烈（1316-1322）
  - 伊莉莎白（1317-1336）
  - 安妮（英语：Anne of Austria, Duchess of Bavaria）（1318-1343）：下巴伐利亞公爵海因里希十五世、戈里齊亞伯爵約翰·亨利克四世（英语：John Henry IV of Gorizia）夫人

| 美男子腓特烈 哈布斯堡王朝出生于：1289年逝世於：1330年1月13日 | 美男子腓特烈 哈布斯堡王朝出生于：1289年逝世於：1330年1月13日    | 美男子腓特烈 哈布斯堡王朝出生于：1289年逝世於：1330年1月13日 |
| 統治者頭銜                                                   | 統治者頭銜                                                      | 統治者頭銜                                                   |
| ------------------------------------------------------------ | --------------------------------------------------------------- | ------------------------------------------------------------ |
| 前任者： 阿爾布雷希特一世                                    | 奧地利公爵 1308年-1330年 與利奥波德一世同時在任 (1308年-1326年) | 繼任者： 阿爾布雷希特二世                                    |
| 前任者： 亨利七世                                            | 羅馬人民的國王 1314年-1330年 與路易四世同時在任                 | 繼任者： 路易四世                                            |